# Jerzy Szreter
Jerzy Szreter (ur. 4 lipca 1945) – ekonomista, polityk.

## Życiorys
W latach 70. był pracownikiem naukowym Uniwersytetu Warszawskiego. Należał do PZPR. 
Od marca 1988 do lipca 1991 był podsekretarzem stanu w ministerstwie pracy i polityki socjalnej, a w okresie od 14 października 1988 do 23 marca 1989 był kierownikiem tegoż resortu w rządzie Mieczysława Rakowskiego. Brał udział w obradach Okrągłego Stołu w grupie roboczej do spraw indeksacji i polityki społecznej.
W 2001 otrzymał Krzyż Oficerski Orderu Odrodzenia Polski.